# Görsdorf (Dahmetal)
Görsdorf is een plaats in de Duitse deelstaat Brandenburg, ten zuiden van de hoofdstad Berlijn. Tot 31 december 2001 was Görsdorf een zelfstandige gemeente. Sindsdien is het een Ortsteil van de gemeente Dahmetal.
Görsdorf omvat het gelijknamige dorpje, alsmede de nog kleinere dorpjes Liedekahle (waar, evenals in Görsdorf  zelf, een bezienswaardig,  middeleeuws kerkje staat) en Liebsdorf.
Görsdorf ontstond al in of vóór de 13e eeuw rondom een grote boerderij,  die uitgroeide  tot een landgoed. Dit goed ging in de DDR-periode (1949-1990) op een ruïne na verloren. 
In het dorp hebben regionale beeldend kunstenaars  een atelier ingericht. 
Voor doortrekkende fietstoeristen zijn enige eenvoudige faciliteiten ingericht.
De historische watermolen Bachmühle bij Görsdorf is na de Duitse hereniging in 1990 gerestaureerd. Een experiment  uit omstreeks 2018, om er een restaurant in te exploiteren,  eindigde enige jaren later door faillissement. 

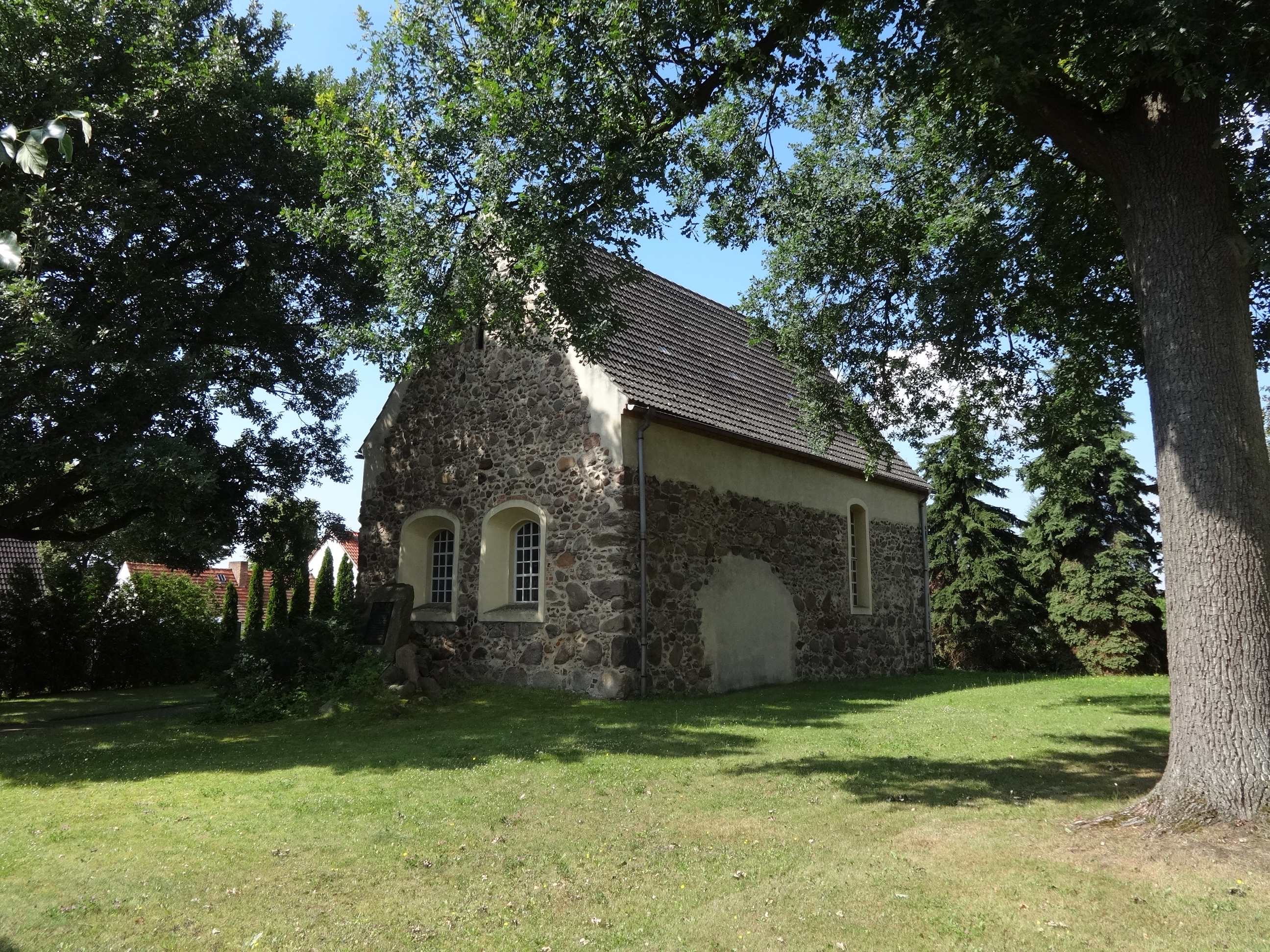
Kerk van Görsdorf